# Техово (дем Воден)
 Тази статия е за селото в Гърция.  За селото в Северна Македония вижте Теово (община Чашка).  
Техово или Теово, произнасяно и като Тейво, (на гръцки: Καρυδιά, Каридия, до 1926 година Τέχοβο, Техово, катаревуса: Τέχοβον, Теховон) е село в Република Гърция, в дем Воден (Едеса), област Централна Македония.

## География
Селото е разположено на 13 километра северозападно от Воден (Едеса), на 580 m надморска височина в подножието на планината Нидже (Ворас).

## История

### В Османската империя
В османски данъчни регистри на немюсюлманското население от вилаета Водене (Воден) от 1619 – 1620 година селото е отбелязано под името Техова с 81 джизие ханета (домакинства).
Външната църква „Света Петка“ е отпреди 1817 година, а „Свети Георги“ в центъра е отпреди 1850 година.
По време на Негушкото въстание в 1822 година 25 теховчани заедно с 40 държиловчани под командването на Йоанис Папарескас осигуряват изтеглянето на жените и децата от Негуш.
В края на XIX век Техово е чисто българско село. Александър Синве („Les Grecs de l’Empire Ottoman. Etude Statistique et Ethnographique“), който се основава на гръцки данни, в 1878 година пише, че в Теховон (Téchovon), Воденска епархия, живеят 540 гърци. В „Етнография на вилаетите Адрианопол, Монастир и Салоника“, издадена в Константинопол в 1878 година и отразяваща статистиката на населението от 1873, Техово (Téhovo) е посочено като селище в каза Водина със 187 домакинства, като жителите му са 880 българи.
Според статистиката на Васил Кънчов („Македония. Етнография и статистика“) в 1900 година в Теово живеят 604 българи. Селото е смесено екзархийско-гъркоманско. По данни на секретаря на екзархията Димитър Мишев („La Macédoine et sa Population Chrétienne“) в 1905 година в Теово има 280 българи екзархисти и 440 патриаршисти гъркомани. През 1908 година в селото се открива българско училище. В 1909 година по желание на гръцкия владика Стефан воденският каймакамин разпорежда да се затвори българското училище.
По време на Балканската война 2 души от Техово се включват като доброволци в Македоно-одринското опълчение.

### В Гърция
През войната селото е окупирано от гръцки части и остава в Гърция след Междусъюзническата война. След 1913 година местните жители са подложени на асимилационен натиск от страна на гръцките власти.
Боривое Милоевич пише в 1921 година („Южна Македония“), че Техово има 100 къщи славяни християни.
В 1926 година селото е прекръстено на Каридия, в превод Орехово. През 30-те години всички жители независимо от възрастта си са задължени да учат гръцки език, а за употребяване дори на една българска дума са принуждавани да пият рициново масло. През Втората световна война в селото е установена българска общинска власт.
Селото пострадва силно по време на Гражданската война (1946 – 1949). Много ог жителите му загиват, а част емигрират в Югославия. През зимата на 1947 година населението е евакуирано от властите във Воден и във Владово. След нормализацията на положението, селото е обновено. След средата на XX век се засилва емиграцията на жителите на селото във Воден и в чужбина.
Главни продукти на селото са орехи, череши и жито, а частично е развито и скотовъдството.
През 1962 година на главния площад на Техово са издигнати паметници на гръцките андарти Андон Минга и капитан Аграс (Телос Агапинос), обесени през 1907 година от чета на ВМОРО на пътя между Владово (днес Аграс) и Техово. Бюстът на капитан Аграс е периодично разрушаван от местното население. През 2008 година статуите на Андон Минга и Телос Агапинос между Владово и Техово са разрушени от местни жители.
| Име                               | Име             | Ново име        | Ново име        | Описание                                                                   |
| --------------------------------- | --------------- | --------------- | --------------- | -------------------------------------------------------------------------- |
| Арамийски камен                   | Άραμίτοκ Κάμεν  | Листу Петра     | Ληστου Πέτρα    | хребет на СИ от Техово, между селото и долината на Белояса бара (Карасули) |
| Божикот                           | Ποζικοντ        | Корифи ту Тома  | Κορυφή τού Θωμά | връх на СЗ от Техово (1277 m)                                              |
| Мерджам падина или Мирджам падина | Μέρτζαμ Παντίνα | Алого ту Теу    | Άλογο τΰ Θεού   | местност на СЗ от Техово, на СЗ под Божикот                                |
| Ганчиче или Гаганич               | Γκαγκάντς       | Рулия           | Ρουλιά          | местност на ЮЗ от Кронцелево и на СЗ от Техово                             |
| Леската                           | Λέσκατα         | Лептокария      | Λεπτοκαρυά      | връх на Ю от Кронцелево и на С от Техово (764 m)                           |
| Караули                           | Καραούλι        | Скопия          | Σκοπιά          | връх на СЗ от Техово и на З от Кронцелево                                  |
| Папрат                            | Παπρα           | Фтери           | Φτέρη           | местност на З от Кронцелево                                                |
| Мучарите (Голема и Мала)          | Μπουτσάριτε     | Неротопи        | Νεροτόπι        | местност на З от Кронцелево                                                |
| Ленище                            | Λένιστε         | Елени           | Ελένη           | местност на СЗ от Кронцелево (913 m)                                       |
| Сорвисово или Сорвисовок          | Σορβίσοβον      | Агуро           | Άγουρο          | връх на СЗ от Кронцелево (884 m)                                           |
| Араил                             | Άραηλ           | Агриотопос      | Αγριοτοπος      | връх на СИ от Кронцелево                                                   |
| Ново село                         | Νόβουσελ        | Неохори         | Νεοχώρι         | местност и възвишение на СИ от Кронцелево                                  |
| Голема Костена                    | Γολεμ Κοστεν    | Мегали Кастания | Μεγάλη Καστανιά | чешма на Ю от Техово                                                       |
| Обла                              | Όμπλα           | Синефо          | Σύννεφο         | връх на СЗ от Кронцелево (913 m)                                           |
| Селиваново                        | Σελιβανωφ       | Кипариси        | Κυπαρίσσι       | местност на С от Кронцелево и на Ю от Саракиново                           |
| Пер                               | Πέρ             | Тригос          | Τρύγος          | възвишение на СИ от Кронцелево (545 m)                                     |

| Година    | 1913 | 1920 | 1928 | 1940 | 1951 | 1961 | 1971 | 1981 | 1991 | 2001 | 2011 | 2021 |
| --------- | ---- | ---- | ---- | ---- | ---- | ---- | ---- | ---- | ---- | ---- | ---- | ---- |
| Население | 517  | 512  | 525  | 708  | 509  | 603  | 552  | 560  | 498  | 893  | 387  | 385  |

## Личности
Родени в Техово
- Димитър Петров Паришков (1922 – ?), член на ЕПОН от 1942 г., куриер между селата Родиво, Саракиново, Техово, Кронцелево, войник на ДАГ (1947 – 1949), завършва военно училище в Преспа, сапьор в дружината на Гарефи, тежко ранен в 1949 година е изпратен на лечение в България, установява се във Варна, оставя спомени[23]
- Вангел Бирозов (Ευάγγελος Βυρώζης), гръцки андартски деец, четник[24]
- Иван Т. Фудулов (1880 – ?), македоно-одрински опълченец, 1 рота на 10 прилепска дружина[25]
- Костас Стафидас (Κώστας Σταφίδας), гъркомански андарт,[26] агент от втори клас, куриер и водач на четите на Карапанос, Мазаракис, Воланис, Гарефис, Караманолис и Спиромилиос[24]
- Леко Гьошев, деец на ВМОРО, войвода във Воденско през Илинденско-Преображенското въстание през лятото на 1903 година[27]
- Христо Кушев (1865 – ?), македоно-одрински опълченец, 1 дебърска дружина[28]
- Христо Шаламанов, български революционер от ВМОРО, четник на Лука Иванов[29]

Други
- Атанас Хлебаров, български революционер, по произход от Техово
- Димитър Хлебаров, български революционер, по произход от Техово